# Franz Kapus
Franz Kapus (n. 12 aprilie 1909, Zürich, cantonul Zürich, Elveția – d. 4 martie 1981, Zürich, cantonul Zürich, Elveția) a fost un bober ce a reprezentat Elveția, medaliat olimpic. A participat la 3 ediții ale Jocurilor Olimpice (1948, 1952, 1956) în care a câștigat o medalie de aur.